# Ушинскас, Стасис
Стасис Ушинскас (лит. Stasys Ušinskas; 7 (20) июля 1905, Пакруойис Шавельского уезда — 12 июня 1974, Каунас) — литовский художник, мастер витража и театральный живописец, график; заслуженный деятель искусств Литовской ССР (1947), лауреат Государственной премии Литовской ССР (1972).

## Биография
Родился в семье каменотёса. В 1909—1918 годах жил в США. По возвращении в Литву окончил Шавельскую гимназию. В 1925—1929 годах учился живописи в Каунасской художественной школе (ученик Юстинаса Веножинскиса и Владимира Дубенецкого), но был исключён за участие в забастовке учащихся. В 1929—1932 годах учился в Париже в Высшей школе декоративного и прикладного искусства, обучался витражу у Анри-Марселя Маня, в 1930—1931 годах учился живописи у Фернана Леже и сценографии у Александры Экстер в Академии современного искусства (Académie de l’art moderne), открытой Леже в своей мастерской. Занимался также в Академии Жюлиана.
В 1931 году вернулся в Литву и устроил первую персональную выставку (Каунас, Шяуляй), после чего получил приглашение работать в Государственном театре сценографом. С 1932 года оформлял драматические, оперные и балетные спектакли.
В 1934—1954 годах преподавал в Каунасской художественной школе (в 1940—1941 и 1944—1951 годах Каунасский институт декоративно-прикладного искусства, затем в Государственный художественный институт Литовской ССР). Был заведующим кафедры монументальной и декоративной живописи (1940—1954, с перерывами); профессор (1946).
В 1955—1970 годах преподавал в Каунасском политехническом институте, в 1970—1974 годах — в Вильнюсском инженерно-строительном институте.
Среди его учеников — Витаутас Циплияускас, Миколас Лабуцкас, Казис Моркунас, Альгимантас Стошкус, Йонас Суркявичюс, Казис Варнялис, София Вейверите.
Похоронен на кладбище Ромайняй в Каунасе.

## Творчество
В 1934 году начал вместе с Пятрасом Свидрасом изготавливать марионеток. В 1936 году основал профессиональный Театр марионеток и руководил им. Создал кукол для первого профессионального кукольного спектакля по пьесе Антанаса Густайтиса „Silvestras Dūdelė“ (режиссёры Генрихас Качинскас и Владас Федотас-Сипавичюс. Использовал кукол этого спектакля для первого литовского звукового кукольного фильма «Сон толстяка» („Storulio sapnas“, 1938; режиссёр Генрихас Качинскас), показанного на Всемирной выставке в Нью-Йорке (1939). Около 1936—1941 годов написал учебник по изготовлению марионеток и масок (издан в 2005 году под названием „Lėlių ir kaukių teatras“).
В 1930-е годы развивал конструктивистские принципы оформления театральных спектаклей. Оформил (костюмы и декорации) свыше двадцати спектаклей в каунасских театрах, среди них — комическая опера Робера Планкета «Корневильские колокола» (1932), комедия Шекспира «Двенадцатая ночь» (1933), балет Балиса Дварионаса «Сватовство» (1933) в Государственном театре, «В тени исполина» Балиса Сруоги (1934) в Театре молодых. Эскизы сценографии балета «Сватовство» отмечены золотой медалью Всемирной выставки в Париже (1937).
Писал картины («Семейство», 1930; «Купающиеся женщины», 1931; «Сон лётчика», 1939), иллюстрировал книги, создавал плакаты и произведения декоративно-прикладного характера (декоративные тарелки, стеклянные вазы. Автор проектов плафонов («Музыка», 1937—1939; «Репетиция цирка», 1938—1945), витражей для костёлов Витовта (1931), Воскресения Христова (1945—1947), для Торгово-промышленной палаты «Литовка» и «Строитель» (1937—1938) в Каунасе, «Кристионас Донелайтис» (1965).
Создатель школы литовского витража. Для витражей Ушинскаса характерны конструктивность, лаконизм композиции, экспрессия цвета. Первым в Литве начал создавать зеркальные и блочные витражи, установленные в интерьерах общественных зданий Литвы, Москвы, Украины, Армении; экспериментировал с технологией витража и усовершенствовал её для низких температур
С 1931 года участвовал в выставках в Литве и за рубежом. Персональные выставки проходили в Каунасе (1931), Нью-Йорке (1937), Вильнюсе (1971). Посмертные выставки состоялись в Вильнюсе (1986, 2005, 2011) и Каунасе (2005).
Произведения хранятся в Литовском художественном музее и Литовский музее театра, музыки и кино в Вильнюсе, в Национальном художественном музее имени М. К. Чюрлёниса в Каунасе. 

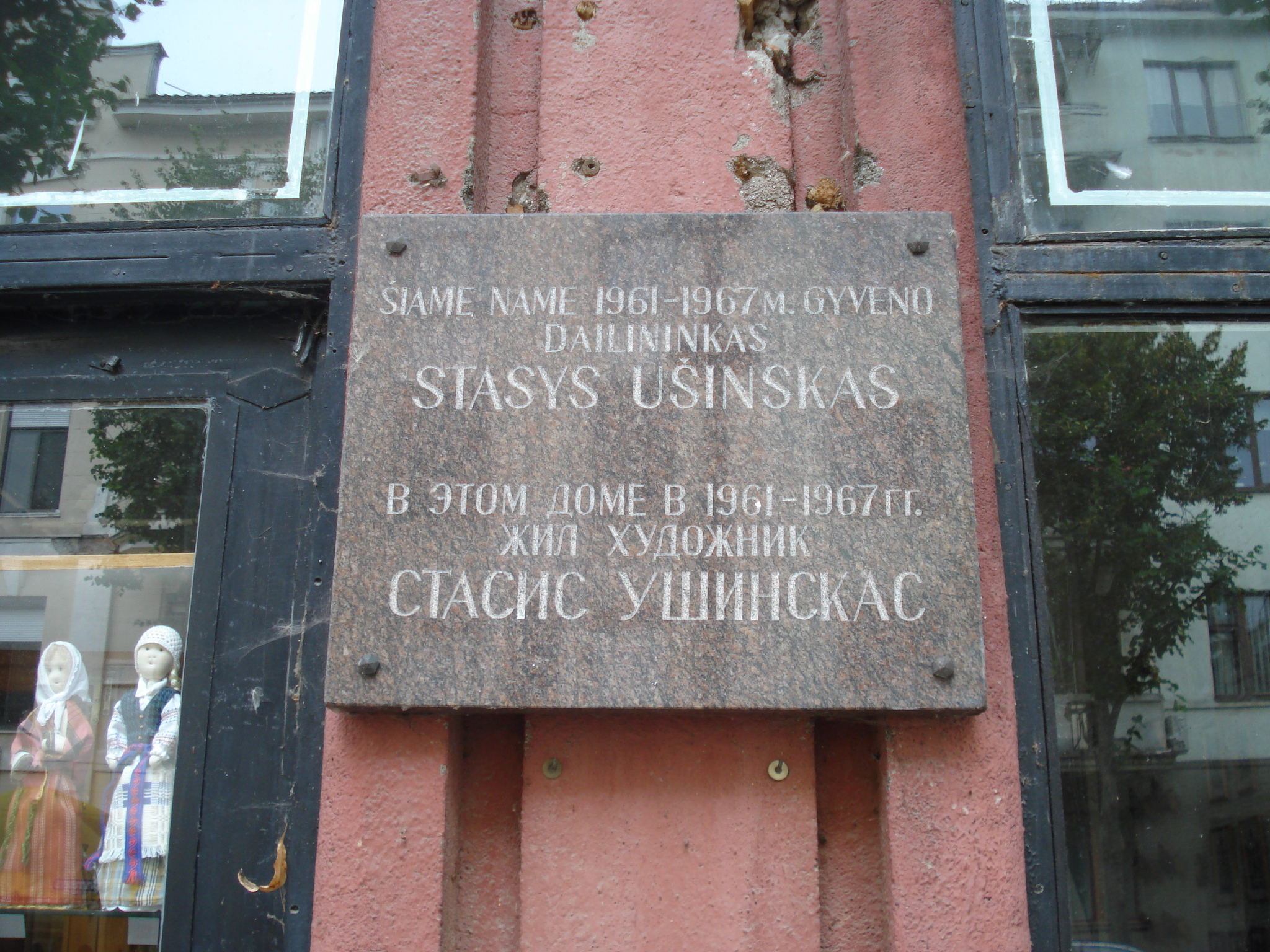
Памятная доска на доме в Каунасе, в котором жил Стасис Ушинскас

## Награды и звания
- Золотая медаль и диплом Всемирной выставки в Париже (1937, за эскизы сценографии балета «Сватовство» и куклы)[3][1]
- Заслуженный деятель искусств Литовской ССР (1947)
- Государственная премия Литовской ССР (1972)[4][3]

## Память
В 1987 году в Каунасе на доме, в котором жил художник в 1961—1967 годах (улица С. Дауканто 15), установлена мемориальная доска с текстом на литовском и русском языках. В 2017 году она была заменена плитой с дополненным текстом.